# Amitabha
Amitābha of Amida is de hoofd-Boeddha (de boeddha van het oneindige licht) van het amida-boeddhisme dat ontstond in China, Vietnam, Korea en Japan. Dit is een van de grootste stromingen in het boeddhisme.
Een (in volledig vertrouwen) beroep doen op deze Boeddha, zorgt ervoor dat je in het Westelijke Paradijs (sukhavatī) komt. Amitabha behoort tot de drie heiligen uit het Westelijke Paradijs samen met Mahasthamaprapta en Guanyin/Avalokitesvara. De drie heiligen worden vooral aanbeden om overleden geliefden van de hel te redden en ze toegang tot het Westelijke Paradijs te geven met hulp van de drie heiligen. Het aardse bestaan wordt als een overgangsfase naar dit schitterende hiernamaals beschouwd. Padmasambhava, een Indiase monnik in de achtste eeuw, bracht de Amitabha-verering naar Tibet en Nepal.
Het is ook een van de vijf dhyani-Boeddha's van het mahayana-boeddhisme. Hij heerst over het Westelijk Paradijs, een bewustzijnstoestand die Sukhavati wordt genoemd. Iedereen die in de boeddha gelooft, zal in Sukhavati herboren worden. Het is een verlosser die een hiernamaals belooft, door zijn naam aan te roepen vindt men verlossing. Men hoeft dan niet talloze reïncarnaties te doorlopen.
In een vorig leven was hij koning en ging als monnik, met de naam Dharmakara, door het leven nadat hij kennis maakte met het boeddhisme. Hij wilde met meditatie verlichting bereiken en legde 48 geloften af. Hij wilde iedereen helpen verlichting te bereiken. Zijn element is water of vuur en hij wordt meestal afgebeeld in een rode kleur, zittend op een lotusbloem. Hij rijdt soms op pauwen en wordt soms afgebeeld in de yab-yumhouding, een omhelzing met zijn Shakti (vrouwelijke kracht) Pandara.
Amida werd oorspronkelijk gelijkgesteld met de shinto-godin Amaterasu. Amida wordt in China Amituo Fo genoemd.
Beelden van Amitabha kun je herkennen doordat deze boeddhabeelden altijd een lotus in hun arm houden.

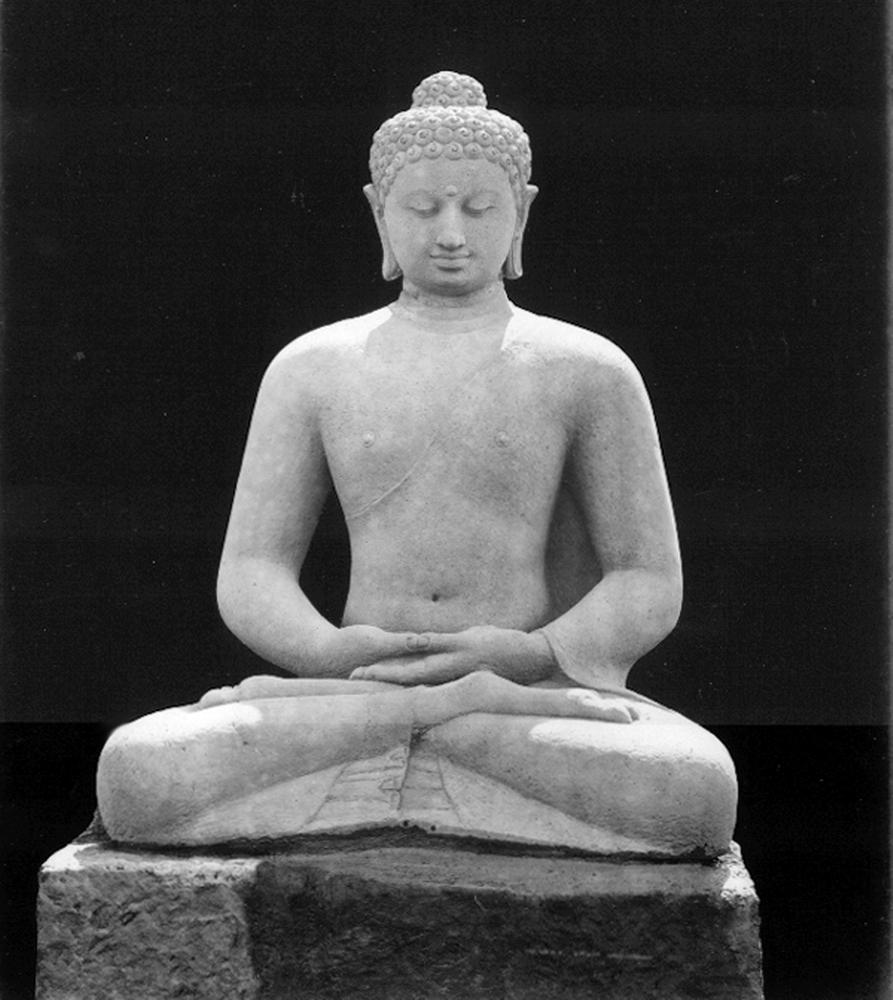
Amitabha, afkomstig van de westelijke zijde van de Borobudur.
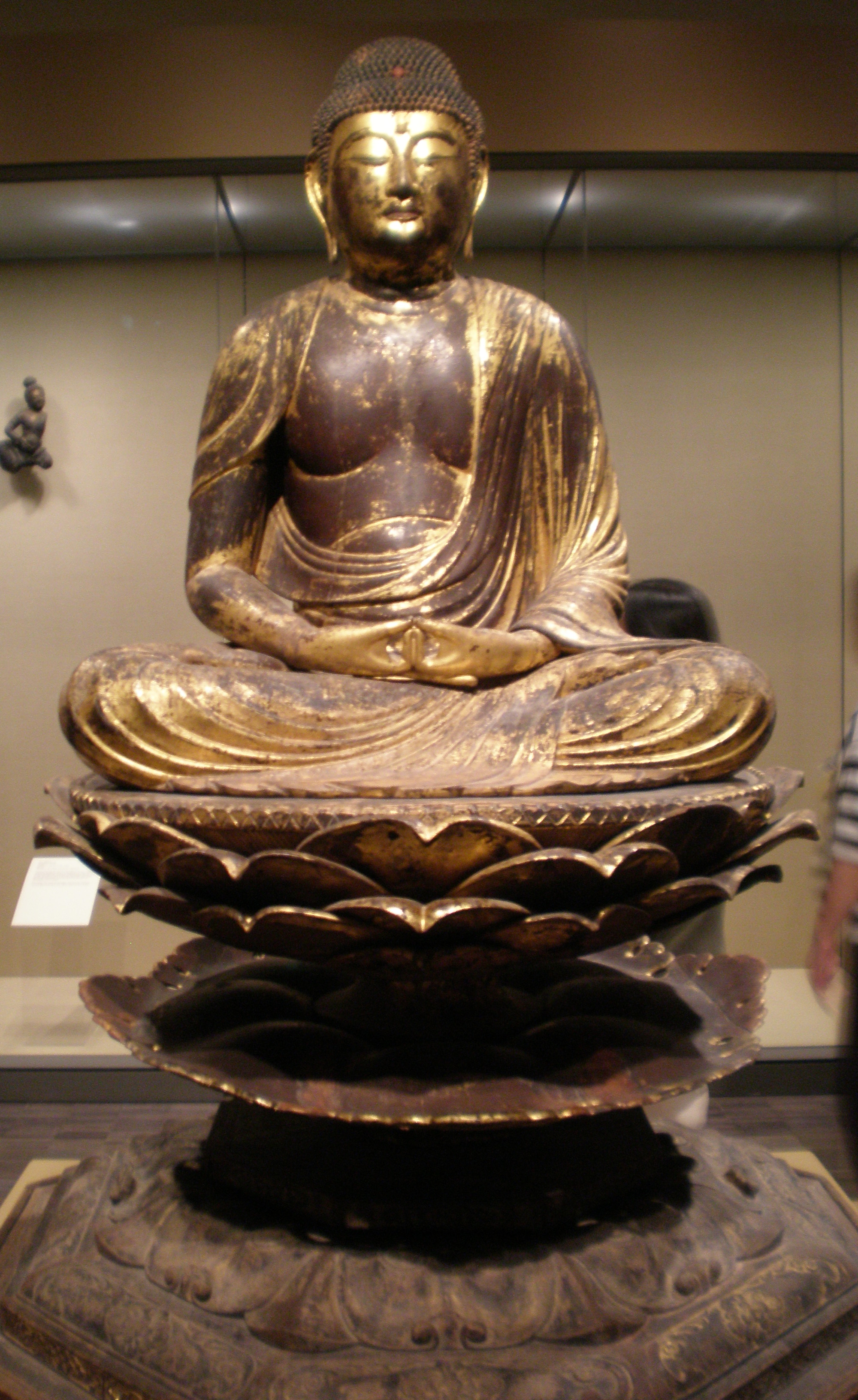
Amitabha zittend op een lotusbloem.

## Mantra
De Boeddha Amitabha heeft vele mantravormen die door gelovigen gebeden worden.
- De kortste mantra in hanzi is:
南無阿彌陀佛 (betekent: Ik zoek de toevlucht tot Amitabha)
Námó Amítuófó (pinyin)
- De langste mantra in hanzi is:
南無西方極樂世界大慈大悲大願大力接引導師阿彌陀佛 (betekent: Ik zoek de toevlucht tot de grote mededogende, grote geloftehebbende, grote krachthebbende en ontvangstkrachthebbende leraar Amitabha van het Westelijke Paradijs)
Námó xīfāngjílèshìjiè dàcí dàbēi dàyuàn dàlì jiēyǐn dǎoshī Amítuófó (pinyin)

Amitabha is sanskriet, Amida is de Japanse naam.
Namo Amitabha is een mantra die ook regelmatig wordt gebruikt. De Japanse mantra is Namu Amida Butsu.
De Tibetaanse mantra is Namo Amitabhaya Buddhaya. Een andere Tibetaanse mantra is Om Ami Dewa Hrih.